# Vaso da farmacia

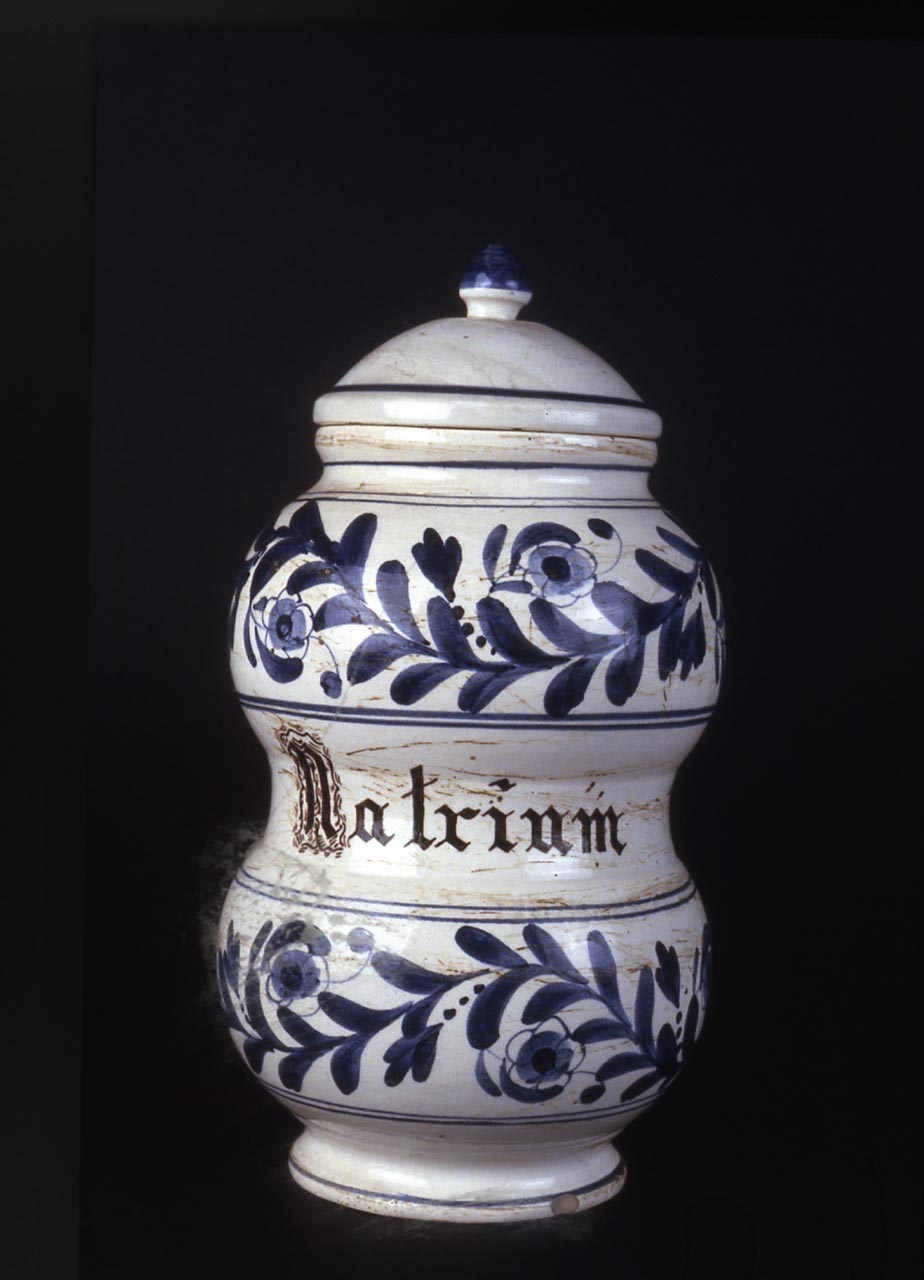
Vaso da farmacia a rocchetto, Museo nazionale della scienza e della tecnologia Leonardo da Vinci, Milano

Il vaso da farmacia è un antico contenitore, in ceramica o in maiolica, in cui i farmacisti e gli speziali conservavano i semplici (semi, radici e foglie di singole piante medicinali, oli essenziali estratti da singole piante, singoli minerali polverizzati) o i composti (preparazioni galeniche, miscele di oli essenziali per realizzare unguenti e profumi per la persona e anche aromi per la cucina).

## Descrizione e storia
Varie sono le forme del vaso da farmacia, prodotto dal tardo Medioevo al Settecento, in maiolica o in ceramica e talvolta artisticamente decorato con stemmi, con figure (personaggi del tempo, santi protettori, tra cui san Francesco), con cartigli col nome del prodotto farmaceutico da conservare, con elementi vegetali o con figure di animali che indicano l'origine del farmaco.

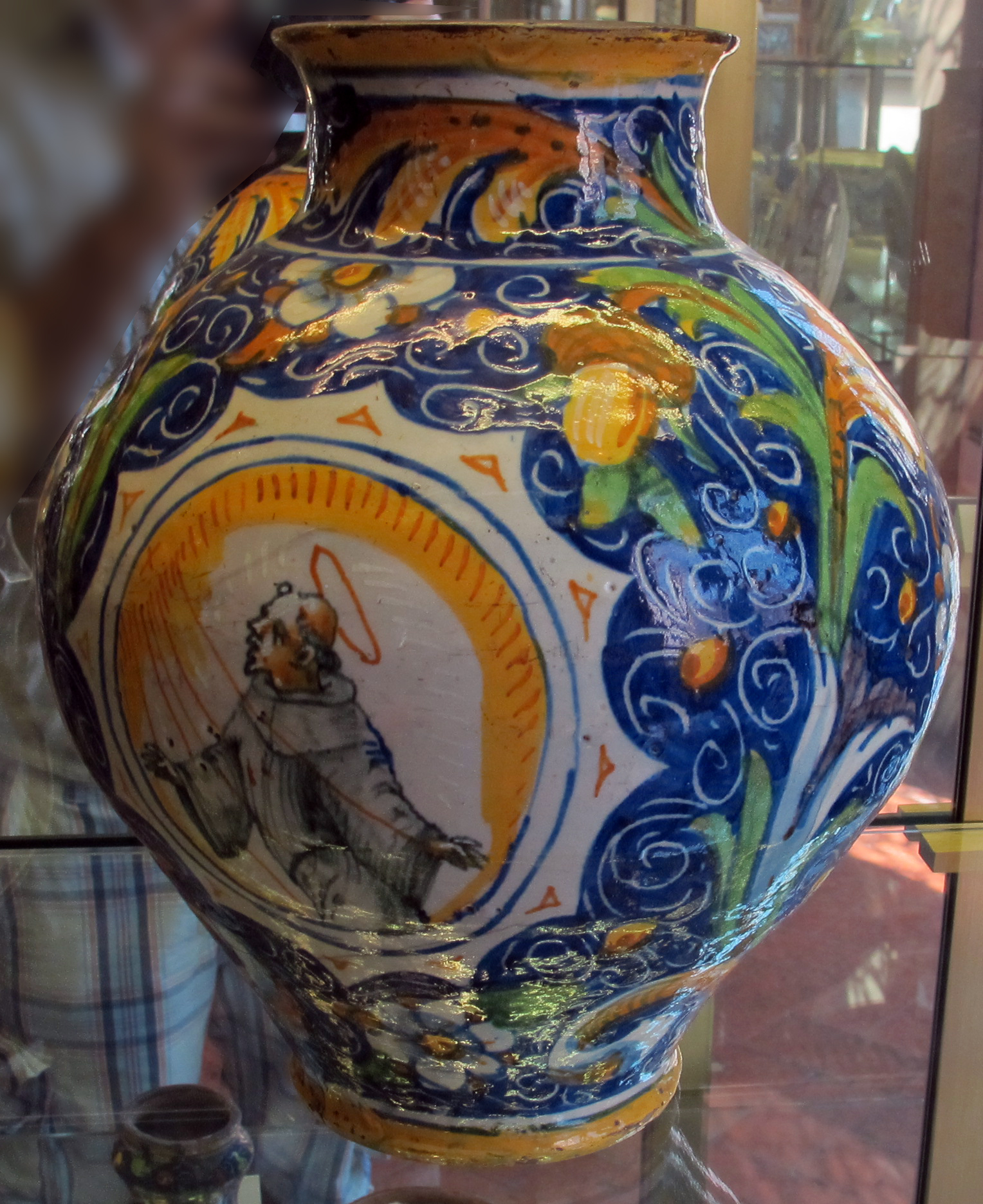
Venezia, vaso da farmacia a cipolla con San Francesco, 1550 circa

Nei laboratori degli speziali e degli alchimisti, ma anche su certe scansie casalinghe erano allieneati orcioli e albarelli da farmacia, sigillati con carta oleata, o con le pergamena, strette da spago: contenevano spezie, marmellate, frutta sciroppata, erbe ed oli medicinali. Gli albarelli potevano anche conservare fiori recisi secchi, oppure freschi e coi gambi tuffati nell'acqua. Certe figure e certe scritte, messe ad ornamento di queste ceramiche, alludevano alle proprietà curative del contenuto: il significato delle figure antropomorfiche era a volte ricavato dai Bestiari e evocava significati profondi, tratti dalla mitologia greco-romana, come i Cabiri, geni incappucciati e protettori della fertilità.
Forme: vaso a rocchetto (senza anse, presenta una strozzatura al collo e alla base e assomiglia per la forma ad un rocchetto, da cui deriva il nome), vaso a cilindro (bocca larga, da cui si può agevolmente passare la mano o una paletta, per raccogliere farmaci granulari, o semi); vaso ad albarello o ad alborello (privo di anse, di forma cilindrica, con larga bocca che, svasata, ha poi un restringimento accentuato, in cui si passa il laccio che fa alzare dall'interno un coperchio di carta o di pergamena; se ne produssero anche con due anse); vaso a cipolla (con restringimento sotto il collo, corpo centrale rigonfio e restringimento più accentuato alla base); vaso con anse (in genere di grandi dimensioni, con coperchio esterno in maiolica oppure in ottone), vaso porta tabacco (vaso settecentesco, da farmacia o da drogheria, con forme e con decori ispirati alle argenterie del tempo); vaso ad orciolo (con corpo globulare, talvolta il vaso è dotato di beccuccio); vaso stagnone, o idria (grande vaso, con due anse e il rubinetto alla bocca di un mascherone, era destinato alla conservazione delle acque, cioè dei medicamenti liquidi).

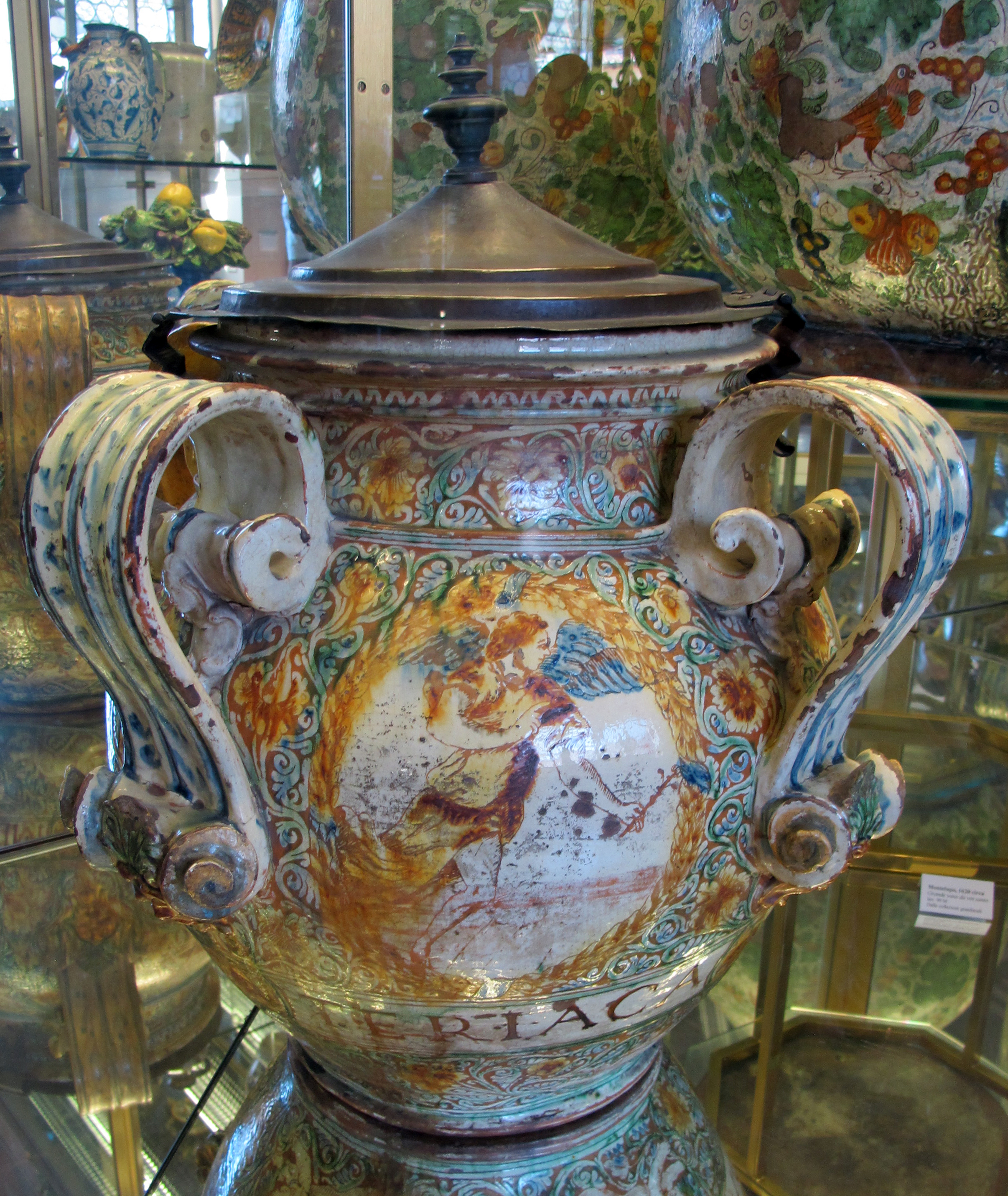
Area bolognese, grande vaso da farmacia con anse piatte, 1728

### Botteghe produttrici e raccolte in musei
Le botteghe di ceramica, operanti in varie località italiane - tra cui Cerreto Sannita (Ceramica di Cerreto Sannita e di San Lorenzello), Casteldurante (oggi, Urbania), Castelli (Maiolica di Castelli), Venezia, Deruta, Savona - produssero vasi da farmacia e da spezieria, per contenere principi attivi ed essenze. L'usanza fiorì in tutta l'Europa centrale. Il ceramista francese Masseot Abaquesne (1500 circa–1564) realizzò circa cinquemila vasi da farmacia.
Il Museo navale romano di Albenga, possiede antichi vasi da farmacia, provenienti dall'antico ospedale locale: realizzati in ceramica dipinta di blu, sono databili fra il XVI e XIX secolo e sono stati fabbricati a Savona o ad Albissola. A Palazzo Peloso Cepolla, ad Albenga, si conserva una serie di "stagnoni", vasi da farmacia in ceramica di Albissola azzurra e bianca, provenienti  dalla farmacia del locale ospedale e databili fra il XVII e il XVIII secolo. A Roma, al Museo storico nazionale dell'arte sanitaria, la Sala Capparoni conserva varie tipologie di vasi da farmacia. Una collezione di vasi di produzione locale è stata allestita a Viterbo, al locale Museo civico. In musei di arti e tradizioni popolari, come quello della lana, a Scanno, si registrano raccolte di vasi da farmacia, con decori semplici e spesso monocromi. Al Vittoriale degli italiani, nella Stanza  de Giglio, c'è una collezione di antichi vasi da farmacia.
In Francia, a Beauvais, furono realizzati vasi da farmacia, di cui molti esemplari sono al Louvre. Il Victoria and Albert Museum di Londra possiede forse la più vasta e articolata collezione di antichi vasi da farmacia, in maiolica o in ceramica.

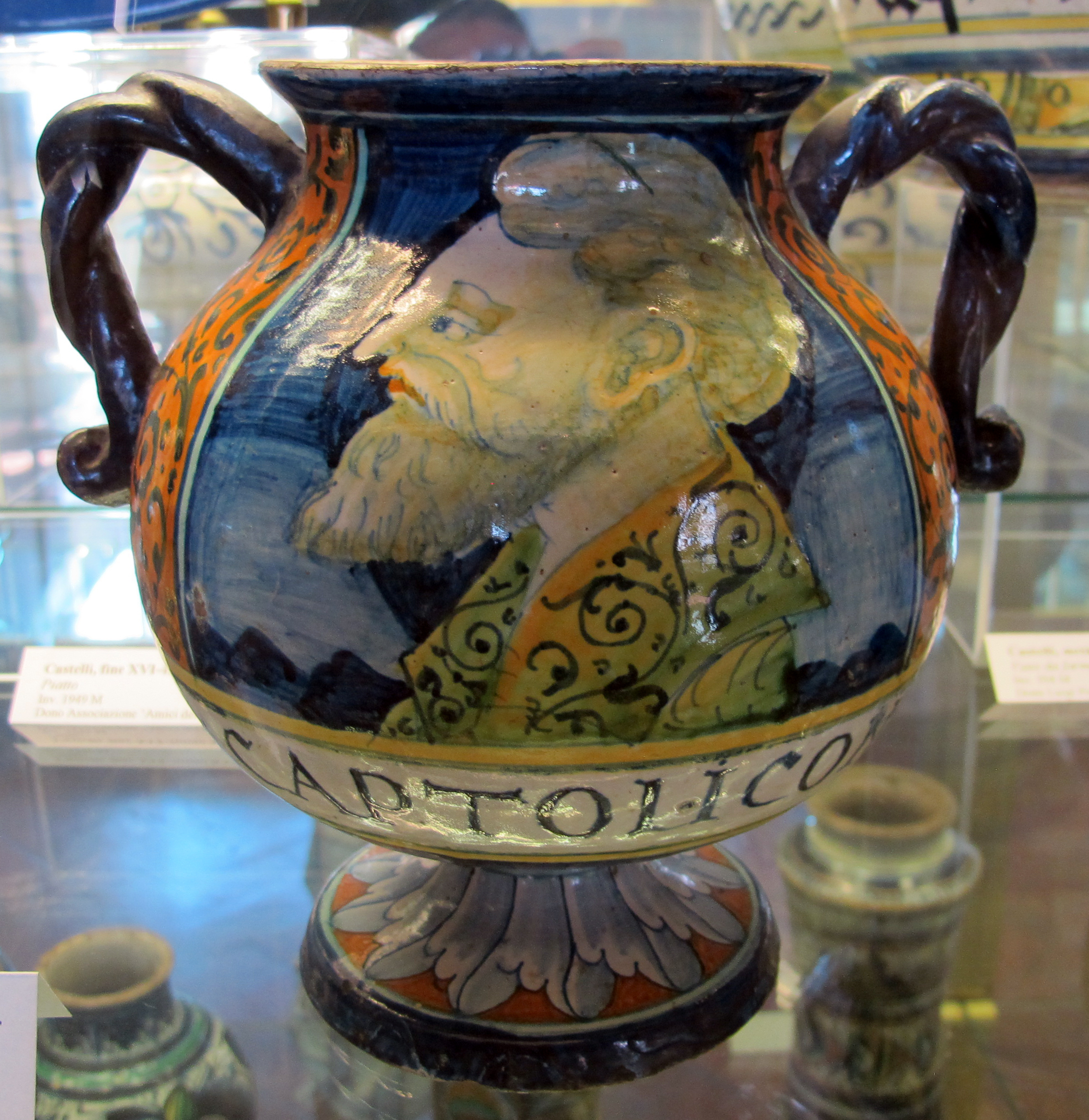
Castelli, vaso da farmacia con anse ritorte, 1550 circa

A fine Ottocento e nei primi anni del Novecento si produssero in Italia copie di vasi antichi da farmacia, anche stilisticamente perfette: sono riconoscibili dal bianco del fondo, un colore troppo candido e che indica una moderna tecnica, usata per ottenere questa tinta. «Una prima mostra di falsi si tenne a Londra nel 1924, presentata da un ricco catalogo interamente redatto da specialisti. [...] Infatti, il metodo sicuro per individuare il falso è la costante confidenza con l'originale, che permette il confronto istintivo. "Certi falsi - scrive il Ragghianti - hanno una razionalità strutturata che, salvo rari casi, si organizza col consenso degli elementi già disparati e condotti ad un certo insieme unitario", tanto che è possibile congetturare la personalità del falsario.»